# لا ريكويخا
بلدية لا ريكويخا (بالإسبانية: La Recueja) هي بلدية تقع في مقاطعة البسيط التابعة لمنطقة كاستيا لا مانتشا وسط إسبانيا.

## الديموغرافيا
بلغ عدد سكان بلدية لا ريكويخا 301 نسمة عام 2011 (وفقاً للمعهد الوطني الإسباني للإحصاء).
| 361 | 346 | 330 | 321 | 328 | 320 | 301 |